# 愛媛県道154号東予玉川線
愛媛県道154号東予玉川線（えひめけんどう154ごう とうよたまがわせん）は、愛媛県今治市から西条市に至る一般県道である。

## 概要
今治市玉川町長谷から西条市三芳に至る。

### 路線データ
- 起点：今治市玉川町長谷（国道316号交点）
- 終点：西条市三芳（愛媛県道150号徳能伊予三芳停車場線交点、愛媛県道159号孫浜衛作壬生川線上）
- 総延長：約19.4 km

## 路線状況

### 重複区間
- 愛媛県道155号今治丹原線（今治市朝倉上甲 - 西条市旦之上）
- 愛媛県道159号孫浜衛作壬生川線（西条市実報寺 - 西条市三芳（終点））

## 地理

### 通過する自治体
- 今治市
- 西条市

### 交差する道路
| 交差する道路                                                                 | 市町村名 | 交差する場所 | 交差する場所 |
| ---------------------------------------------------------------------------- | -------- | ------------ | ------------ |
| 国道317号                                                                    | 今治市   | 玉川町長谷   | 起点         |
| 愛媛県道163号鈍川伊予大井停車場線                                            | 今治市   | 玉川町鈍川   |              |
| 愛媛県道162号朝倉伊予桜井停車場線                                            | 今治市   | 朝倉上       |              |
| 愛媛県道155号今治丹原線 重複区間起点                                         | 今治市   | 朝倉上甲     |              |
| 愛媛県道155号今治丹原線 重複区間終点                                         | 西条市   | 旦之上       |              |
| 愛媛県道159号孫浜衛作壬生川線 重複区間起点                                   | 西条市   | 実報寺       |              |
| 愛媛県道150号徳能伊予三芳停車場線 愛媛県道159号孫浜衛作壬生川線 重複区間終点 | 西条市   | 三芳         | 終点         |

### 沿線
- 今治警察署 玉川駐在所
- タオル美術館ICHIHIRO
- 西条市立河北中学校
- 西条市立三芳小学校
- JR四国予讃線 伊予三芳駅（終点付近）

### 峠
- 椎ノ木峠（今治市 - 西条市）